# دیویس (کارولینای شمالی)
دیویس (به انگلیسی: Davis) یک منطقهٔ مسکونی در ایالات متحده آمریکا است که در شهرستان کارترت، کارولینای شمالی واقع شده‌است. دیویس ۵٫۶۸ کیلومتر مربع مساحت و ۴۲۲ نفر جمعیت دارد و ۱٫۵۲ متر بالاتر از سطح دریا واقع شده‌است.